# Horning (Norfolk)

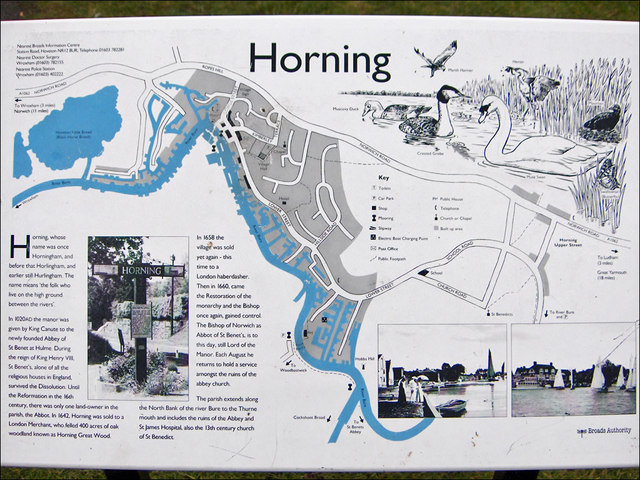
Informationstafel am Bootsanleger

Horning ist eine Gemeinde in der englischen Grafschaft Norfolk. Sie erstreckt sich über eine Fläche von 11 Quadratkilometern und hatte bei der Volkszählung des Jahres 2011 rund 1.100 Einwohner. Horning liegt am Nordufer des Flusses Bure und befindet sich im Broads National Park. Die Gemeinde liegt im Distrikt North Norfolk. Die Ufergebiete der Seen und Flüsse sowie die Gewässer selbst werden von der Broads Authority verwaltet.

## Geschichte

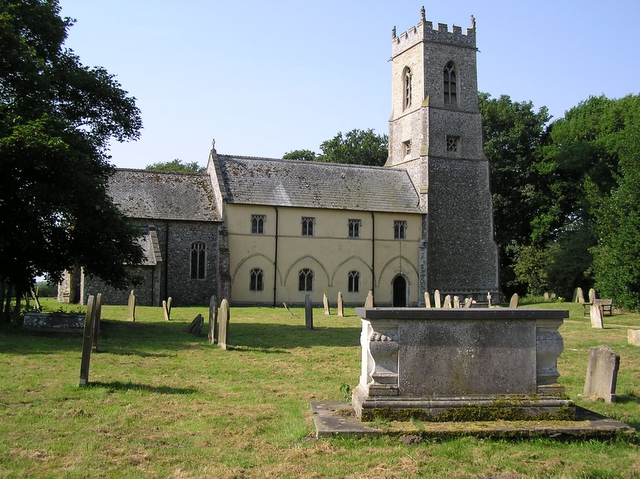
St Benedict, Horning

Der Name der Gemeinde Horning steht für „Leute, die auf der Anhöhe zwischen den Flüssen leben“. Die Geschichte des Ortes geht auf das Jahr 1020 zurück, als ein hier befindliches Anwesen von König Knut dem Großen (en: Canute) an die damals neu gegründete, nahe gelegene Abtei St Benet’s übergeben wurde.
Horning ist im Domesday Book des Jahres 1086 unter dem Namen „Horningam“ verzeichnet. Den Einträgen folgend hatte das Dorf seinerzeit 18 Bewohner und die Bauern besaßen 4 Rinder, 10 Schweine und 360 Schafe.
Die Ortschaft erstreckt sich entlang des Nordufers des Flusses Bure bis zur Mündung des Thurne und umfasst die Ruinen der Abtei St Benet’s. Die Kirche St Benedict liegt einen knappen Kilometer östlich der Ortsmitte und stammt aus dem 13. Jahrhundert.
Horning liegt am Fluss Bure zwischen Wroxham und dem am Thurne gelegenen Ludham. Über 1.000 Jahre lang verkehrte eine Fähre über den Fluss zu den landwirtschaftlich genutzten Fenns und Marschen von Woodbastwick.
Seit Ende des 19. Jahrhunderts entwickelte sich der Ort zu einem Zentrum des Wassersports. Der breite Lauf des Bure, der westlich des Ortes lange, gerade Abschnitte hat, ermöglicht es vor allem Seglern, bei den vorherrschenden westlichen Winden weite Schläge zu machen. Am östlichen Ortsausgang wurde mit einer Fläche von 6 Hektar ein umfangreicher Yachthafen gebaut. Ein System von Stichkanälen bietet zudem einen Kilometer entlang des Ufers private Anlegestellen und eine Vielzahl von Bootshäusern. Im Ortszentrum entstand die als „Horning Marina Services“ bekannte Bootswerft von Southgates.

## Öffentliche Einrichtungen und Sehenswürdigkeiten
Horning wird als das schönste Dorf in den Norfolk Broads bezeichnet. Zu den Sehenswürdigkeiten gehören der Fluss Bure, die Lower Street und die Kirche St Benedict.
Die Lower Street verläuft parallel zum Flussufer von der spitzwinkligen Biegung des Bure im Westen zu der Marina im Osten. Hier befindet sich die Gaststätte Ferry Inn, die bei einem Bombenangriff der Luftwaffe am 26. April 1941 weitgehend zerstört worden war.

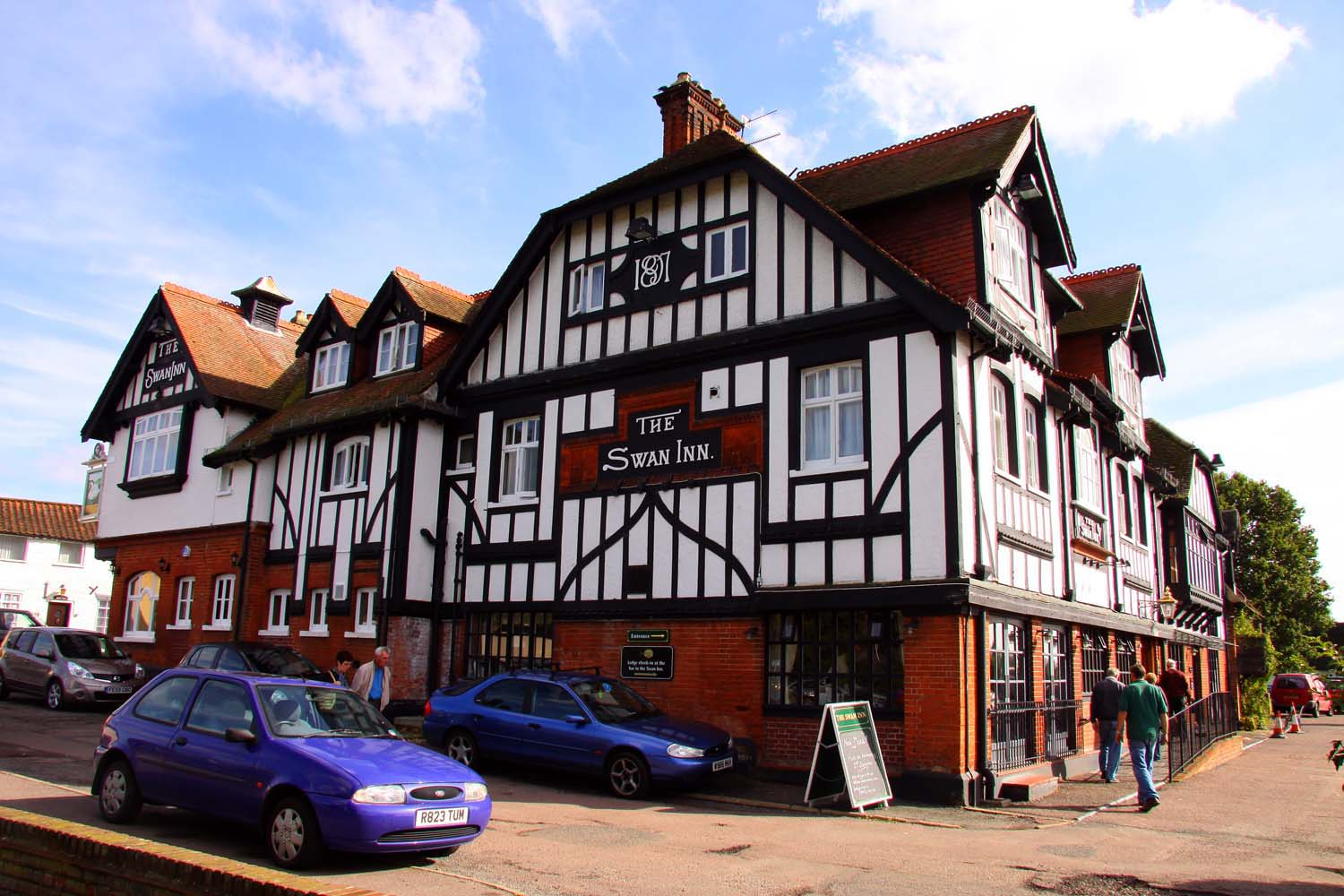
Gaststätte Swan Inn

Die ebenfalls hier gelegene Marina  bietet Platz für mehr als 200 private Sportboote. In dem The Clubhouse benannten zentralen Gebäude gibt es neben einfacher Gastronomie auch eine Schwimmhalle. Liegeplätze für Mietboote sind am Anleger der Gaststätte Ferry Inn und an dem gegenüberliegenden Flussufer vorhanden.

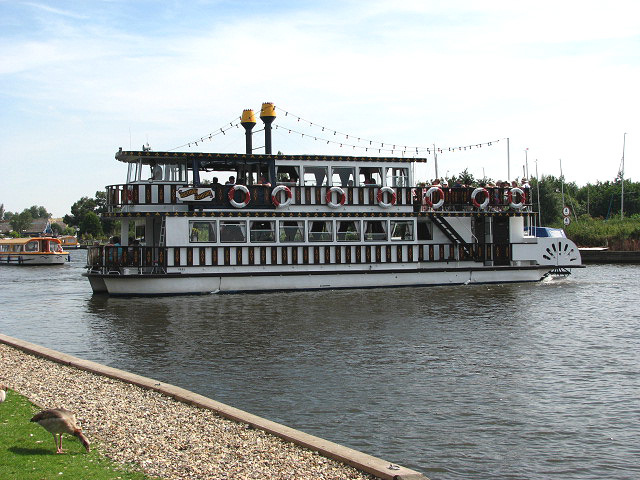
Ausflugsschiff Southern Comfort

Im Ortszentrum  hat das Ausflugsschiff Southern Comfort nahe dem Gasthaus Swan Inn seinen ständigen Liegeplatz. Mit dem einem Mississippi-Raddampfers nachempfundenen Schiff werden in der Saison Ausflugsfahrten auf den umliegenden Gewässern angeboten.

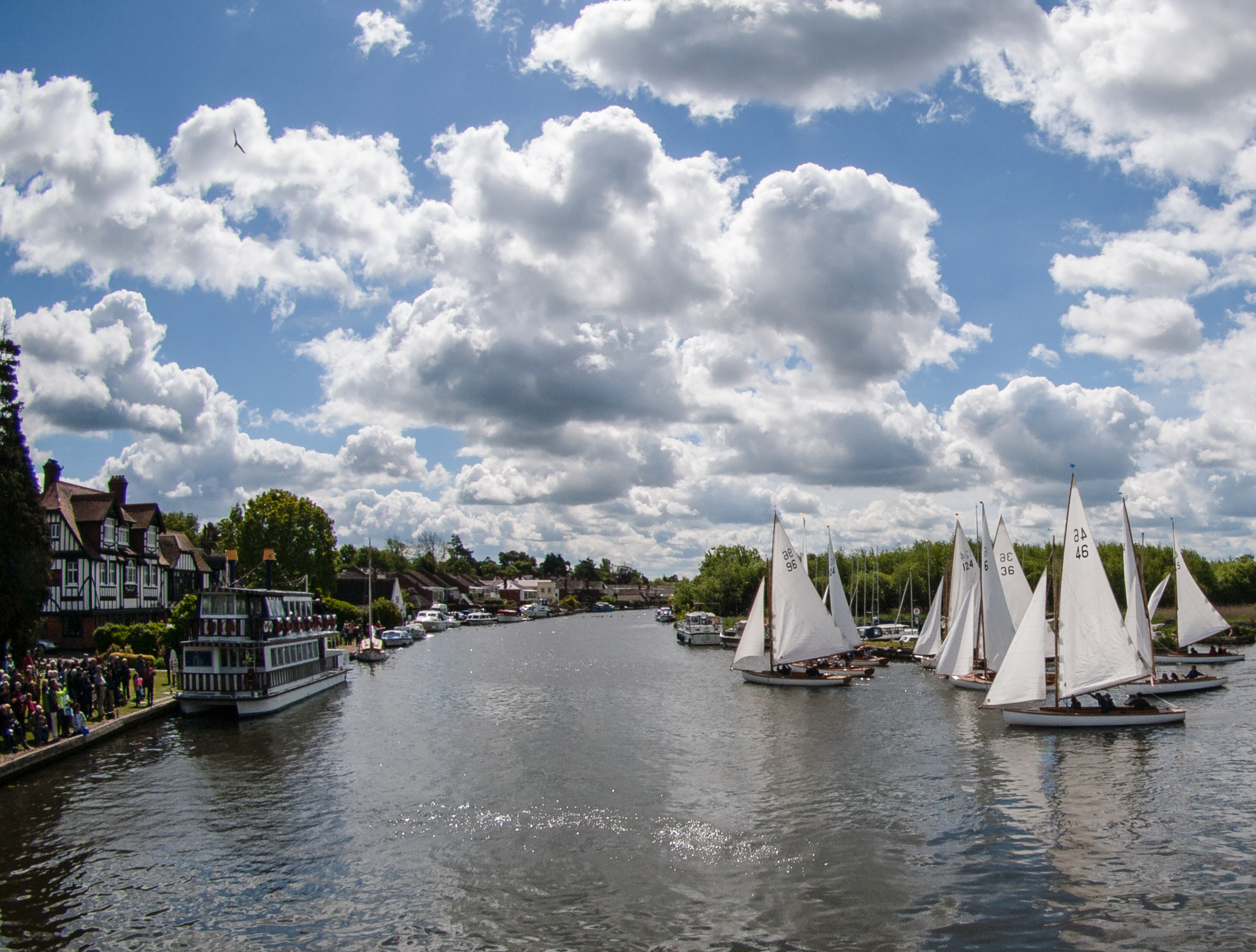
Start des Three Rivers Race (2015)

Der Horning Sailing Club veranstaltet jährlich im Monat Mai das Three Rivers Race, das als Europas schwierigste Segelregatta auf inländischen Wasserwegen gilt. Die Regattastrecke erstreckt sich über 50 Meilen mit Start und Ziel in Horning. Sie umfasst die drei Flüsse Bure, Ant und Thurne.
Außerhalb des Dorfzentrums befindet sich der beliebte Themenpark BeWILDerwood, der im Jahr 2009 zu der besten Touristenattraktion in Ostengland gewählt wurde und nationale sowie internationale Auszeichnungen erlangt hat. Es finden sich Baumhäuser, schwankende Kletterseile, Rutschbahnen, Klettergerüste und andere Vergnügungen mehr.
Einen Kilometer nördlich des Orts befindet sich das Luftabwehrradar-Museum der Royal Air Force, in dem neben vielen anderen Exponaten ein original erhaltener Gefechtsstand aus dem Zweiten Weltkrieg zu besichtigen ist.

## Verkehrsverbindungen
Horning liegt an der Landstraße A1062 von Hoveton nach Potter Heigham.
Der nächste Bahnhof ist der von Wroxham. Die Bahnfahrt von London dauert rund zweieinhalb Stunden. Züge verkehren stündlich. Die Buslinie 5B (Eaton–Stalham) verbindet Horning mit dem Bahnhof von Wroxham.

## Literarische und mediale Beachtung
Der Autor Arthur Ransome verwendet in seinen Büchern Coot Club und The Big Six Horning als Ort des Geschehens. Die Bücher wurden im Jahr 1984 von der BBC verfilmt.
Der Film 45 Years von Andrew Haigh wurde in Horning und am Fluss Bure gedreht.
Der im Vereinigten Königreich bekannte Radiomoderator Keith Skues lebt mit seiner Sammlung von rund 300.000 Schallplatten in Horning. Er moderierte eine beliebte Sonntagabendshow des BBC Local Radio (BBC Radio Norfolk) viele Male von seinem Haus aus.